# Mon papa est un idéaliste
Pour plus de détails, voir Fiche technique et Distribution.
Mon papa est un idéaliste (Мой папа — идеалист) est un film soviétique réalisé par Vladimir Bortko, sorti en 1980,.

## Fiche technique
(novembre 2021).
- Photographie : Eduard Rozovski
- Musique : Viktor Lebedev
- Décors : Alekseï Rudiakov

## Distribution
- Vladislav Strzelczyk : Sergueï Yurievich Petrov
- Iouri Bogatyriov : Boris Sergueïevitch Petrov
- Natalia Varley : Alena
- Irina Skobtseva : mère de Boris
- Ivan Dmitriev : Ivan Sergueïevitch
- Igor Dmitriev : réalisateur
- Aleksandr Belinsky : Ignatiy Stepanovich
- Vladimir Retsepter : Arkady
- Boris Sokolov : Romain
- Vsevolod Gavrilov :
- Vadim Yakovlev :
- Natalia Koustinskaïa : Silva, actrice
- Svetlana Serova :
- Evgeniy Baranov :
- Natalya Zhuravlyova :
- Valentina Kosobutskaya
- Panteleimon Krymov : Mikhalevitch
- Anatoli Ravikovitch : dentiste